# Banchus altaiensis
Banchus altaiensis är en stekelart som beskrevs av Meyer 1927. Banchus altaiensis ingår i släktet Banchus och familjen brokparasitsteklar. Inga underarter finns listade.